# Christopher Timothy
Christopher Timothy, född 14 oktober 1940 i Bala, Gwynedd, Wales, är en brittisk (walesisk) skådespelare, tv-regissör och författare. Timothy är kanske mest känd idag för sin roll som James Herriot i I vår Herres hage, mer nyligen har han medverkat som Dr Brendan "Mac" McGuire i brittiska TV-drama-serien Doctors. År 2011 spelade han sig själv i radioteatern We are not the BBC, skriven av Susan Casanove och producerad av Wireless Theatre Company.

### Fotnoter
1. ↑  High Profile Alumni, Central School of Speech and Drama, läs onlineläs online.[källa från Wikidata]
2. ↑  “We are not the BBC” Arkiverad 22 oktober 2013 hämtat från the Wayback Machine.